# Campionati del mondo di atletica leggera 2013 - 800 metri piani maschili
La gara degli 800 metri piani maschili si è svolta tra sabato 10 agosto e martedì 13 agosto 2013.

## Podio
| Pos.    | Atleta            | Nazionalità | Tempo   |
| ------- | ----------------- | ----------- | ------- |
| Oro     | Mohammed Aman     | Etiopia     | 1'43"31 |
| Argento | Nick Symmonds     | Stati Uniti | 1'43"55 |
| Bronzo  | Ayanleh Souleiman | Gibuti      | 1'43"76 |

## Situazione pre-gara

### Record
Prima di questa competizione, il record del mondo (WR) e il record dei campionati (CR) erano i seguenti.
| Record                | Prestazione | Atleta                 | Data                              | Competizione              |
| --------------------- | ----------- | ---------------------- | --------------------------------- | ------------------------- |
| Record mondiale       | 1'40"91     | David Rudisha Kenya    | 9 agosto 2012 Londra, Regno Unito | Giochi Olimpici 2012      |
| Record dei campionati | 1'43"06     | Billy Konchellah Kenya | 1º settembre 1987 Roma, Italia    | Campionati del mondo 1987 |

### Campioni in carica
I campioni in carica, a livello mondiale e olimpico, erano:
| Campione | Atleta              | Prestazione | Data                                | Competizione               |
| -------- | ------------------- | ----------- | ----------------------------------- | -------------------------- |
| Olimpico | David Rudisha Kenya | 1'40"91     | 9 agosto 2012 Londra, Regno Unito   | Giochi della XXX Olimpiade |
| Mondiale | David Rudisha Kenya | 1'43"91     | 30 agosto 2011 Taegu, Corea del Sud | Campionati del mondo 2011  |

### La stagione
Prima di questa gara, gli atleti con le migliori tre prestazioni dell'anno erano:
| Pos. | Atleta                    | Prestazione | Data                                             |
| ---- | ------------------------- | ----------- | ------------------------------------------------ |
| 1    | Duane Solomon Stati Uniti | 1'43"27     | 23 giugno 2013 Des Moines, Stati Uniti d'America |
| 2    | Mohammed Aman Etiopia     | 1'43"33     | 4 luglio 2013 Losanna, Svizzera                  |
| 3    | Ayanleh Souleiman Gibuti  | 1'43"63     | 27 giugno 2013 Sollentuna, Svezia                |

## Risultati
| LEGENDA: | NR | Record Nazionale | PB | Primato personale | SB | Primato stagionale |

### Batterie
Qualificazione: i primi tre di ogni serie (Q) e i sei tempi migliori tra gli esclusi (q) si qualificano alle semifinali.
| Pos. | Batteria | Corsia | Nome                     | Nazionalità        | Tempo   | Note  |
| ---- | -------- | ------ | ------------------------ | ------------------ | ------- | ----- |
| 1    | 5        | 5      | Mohammed Aman            | Etiopia            | 1:44.93 | Q     |
| 2    | 5        | 6      | Ferguson Rotich          | Kenya              | 1:45.25 | Q     |
| 3    | 5        | 8      | Michael Rimmer           | Regno Unito        | 1:45.47 | Q     |
| 4    | 3        | 3      | Duane Solomon            | Stati Uniti        | 1:45.80 | Q     |
| 5    | 3        | 1      | Abdulaziz Laden Mohammed | Arabia Saudita     | 1:45.94 | Q     |
| 6    | 5        | 3      | Alexander Rowe           | Australia          | 1:45.96 | q     |
| 7    | 2        | 5      | Ronald Musagala          | Uganda             | 1:46.12 | Q     |
| 8    | 3        | 2      | Andrew Osagie            | Regno Unito        | 1:46.16 | Q     |
| 9    | 2        | 6      | Adam Kszczot             | Polonia            | 1:46.26 | Q     |
| 10   | 2        | 3      | Brandon Johnson          | Stati Uniti        | 1:46.32 | Q     |
| 11   | 3        | 8      | Luis Alberto Marco       | Spagna             | 1:46.40 | q     |
| 12   | 3        | 6      | Tamás Kazi               | Ungheria           | 1:46.48 | q     |
| 13   | 2        | 8      | Kevin López              | Spagna             | 1:46.61 | q     |
| 14   | 5        | 2      | Antoine Gakeme           | Burkina Faso       | 1:46.70 | q, PB |
| 15   | 5        | 7      | Rafith Rodríguez         | Colombia           | 1:46.76 | q     |
| 16   | 2        | 2      | Andy González            | Cuba               | 1:46.80 |       |
| 17   | 6        | 7      | Ayanleh Souleiman        | Gibuti             | 1:46.86 | Q     |
| 18   | 4        | 4      | Nick Symmonds            | Stati Uniti        | 1:46.90 | Q     |
| 19   | 4        | 2      | Musaeb Abdulrahman Balla | Qatar              | 1:46.94 | Q     |
| 20   | 4        | 5      | Samir Jamma              | Marocco            | 1:46.94 | Q     |
| 21   | 4        | 7      | Mark English             | Irlanda            | 1:47.08 |       |
| 22   | 6        | 1      | Anthony Chemut           | Kenya              | 1:47.13 | Q     |
| 23   | 6        | 2      | Amine El Manaoui         | Marocco            | 1:47.15 | Q     |
| 24   | 5        | 1      | Amine Belferar           | Algeria            | 1:47.17 |       |
| 25   | 6        | 5      | Jan Kubista              | Rep. Ceca          | 1:47.66 |       |
| 26   | 1        | 3      | Pierre-Ambroise Bosse    | Francia            | 1:47.70 | Q     |
| 27   | 6        | 8      | Anis Ananenka            | Bielorussia        | 1:47.76 |       |
| 28   | 1        | 8      | Marcin Lewandowski       | Polonia            | 1:47.83 | Q     |
| 29   | 4        | 1      | Prince Mumba             | Zambia             | 1:47.85 |       |
| 30   | 1        | 4      | Giordano Benedetti       | Italia             | 1:47.90 | Q     |
| 31   | 5        | 4      | Jozef Repčík             | Slovacchia         | 1:47.93 |       |
| 32   | 1        | 1      | Hamada Mohamed           | Egitto             | 1:47.96 |       |
| 32   | 4        | 3      | James Eichberger         | Messico            | 1:47.96 |       |
| 34   | 6        | 6      | Anthony Romaniw          | Canada             | 1:47.98 |       |
| 35   | 1        | 5      | Kléberson Davide         | Brasile            | 1:48.28 |       |
| 36   | 1        | 2      | Paul Robinson            | Irlanda            | 1:48.61 |       |
| 37   | 1        | 6      | Leoman Momoh             | Nigeria            | 1:49.25 |       |
| 38   | 1        | 7      | Taras Bybyk              | Ucraina            | 1:49.39 |       |
| 39   | 1        | 6      | Moussa Camara            | Mali               | 1:49.78 | SB    |
| 40   | 4        | 8      | Jeremiah Kipkorir Mutai  | Kenya              | 1:50.17 |       |
| 41   | 6        | 3      | Wesley Vázquez           | Porto Rico         | 1:50.60 |       |
| 42   | 2        | 1      | Brice Etès               | Monaco             | 1:53.60 |       |
| 43   | 4        | 6      | Ilia Mukhin              | Kirghizistan       | 1:54.88 |       |
| 44   | 3        | 7      | Samorn Kieng             | Cambogia           | 1:55.17 | SB    |
| 45   | 3        | 4      | Benjamín Enzema          | Guinea Equatoriale | 1:56.82 | SB    |
| 46   | 2        | 7      | Manuel António           | Angola             | 1:57.40 |       |
| 47   | 6        | 4      | Ribeiro de Carvalho      | Timor Est          | 2:04.74 | PB    |
|      | 2        | 4      | Nijel Amos               | Botswana           | DNS     |       |
|      | 3        | 5      | André Olivier            | Sudafrica          | DNS     |       |

### Semifinale
Qualificazione: i primi due di ogni serie (Q) e i due tempi migliori tra gli esclusi (q) si qualificano alla finale.
| Pos. | Batteria | Corsia | Nome                     | Nazionalità    | Tempo   | Note  |
| ---- | -------- | ------ | ------------------------ | -------------- | ------- | ----- |
| 1    | 1        | 6      | Duane Solomon            | Stati Uniti    | 1:43.87 | Q     |
| 2    | 1        | 4      | Abdulaziz Laden Mohammed | Arabia Saudita | 1:44.10 | Q, PB |
| 3    | 1        | 5      | Marcin Lewandowski       | Polonia        | 1:44.56 | q     |
| 4    | 2        | 3      | Mohammed Aman            | Etiopia        | 1:44.71 | Q     |
| 5    | 2        | 4      | Pierre-Ambroise Bosse    | Francia        | 1:44.75 | Q     |
| 6    | 1        | 7      | Andrew Osagie            | Regno Unito    | 1:44.85 | q, SB |
| 7    | 2        | 5      | Brandon Johnson          | Stati Uniti    | 1:44.89 |       |
| 8    | 3        | 4      | Ayanleh Souleiman        | Gibuti         | 1:44.99 | Q     |
| 9    | 3        | 6      | Nick Symmonds            | Stati Uniti    | 1:45.00 | Q     |
| 10   | 1        | 2      | Antoine Gakeme           | Burkina Faso   | 1:45.39 | PB    |
| 11   | 3        | 3      | Musaeb Abdulrahman Balla | Qatar          | 1:45.43 |       |
| 12   | 3        | 7      | Adam Kszczot             | Polonia        | 1:45.68 |       |
| 13   | 1        | 1      | Alexander Rowe           | Australia      | 1:45.80 |       |
| 14   | 3        | 2      | Ronald Musagala          | Uganda         | 1:45.87 |       |
| 15   | 3        | 5      | Anthony Chemut           | Kenya          | 1:46.06 |       |
| 16   | 3        | 1      | Tamás Kazi               | Ungheria       | 1:46.40 |       |
| 17   | 2        | 2      | Samir Jamma              | Marocco        | 1:46.53 |       |
| 18   | 2        | 1      | Luis Alberto Marco       | Spagna         | 1:46.75 |       |
| 19   | 2        | 8      | Michael Rimmer           | Regno Unito    | 1:47.06 |       |
| 20   | 2        | 7      | Giordano Benedetti       | Italia         | 1:48.31 |       |
| 21   | 3        | 8      | Amine El Manaoui         | Marocco        | 1:49.08 |       |
| 22   | 1        | 3      | Kevin López              | Spagna         | 1:52.93 |       |
| 23   | 2        | 6      | Rafith Rodríguez         | Colombia       | 2:01.94 |       |
|      | 1        | 8      | Ferguson Rotich          | Kenya          | DQ      |       |

### Finale
| Pos. | Corsia | Nome                     | Nazionalità    | Tempo   | Note |
| ---- | ------ | ------------------------ | -------------- | ------- | ---- |
|      | 6      | Mohammed Aman            | Etiopia        | 1:43.31 | SB   |
|      | 3      | Nick Symmonds            | Stati Uniti    | 1:43.55 | SB   |
|      | 4      | Ayanleh Souleiman        | Gibuti         | 1:43.76 |      |
| 4    | 2      | Marcin Lewandowski       | Polonia        | 1:44.08 | SB   |
| 5    | 1      | Andrew Osagie            | Regno Unito    | 1:44.36 | SB   |
| 6    | 5      | Duane Solomon            | Stati Uniti    | 1:44.42 |      |
| 7    | 8      | Pierre-Ambroise Bosse    | Francia        | 1:44.79 |      |
| 8    | 7      | Abdulaziz Laden Mohammed | Arabia Saudita | 1:46.57 |      |